# Agent Cody Banks
Agent Cody Banks (Superagente Cody Banks en España y Agente Cody Banks: Súper espía o Agente Cody Banks en Hispanoamérica) es una película de acción y comedia protagonizada por Frankie Muniz y Hilary Duff.

## Sinopsis
Cody Banks (Frankie Muniz) es un agente secreto de la CIA que vive la mayor parte del tiempo como un adolescente de quince años normal y corriente. En el aspecto sentimental es pésimo con las chicas, por esa razón, Cody es el centro de las burlas en su colegio. Cuando la entrenadora de la CIA Ronica Miles (Angie Harmon) se presenta en el colegio para llevárselo, todo cambia, ya que tiene una misión muy importante que cumplir: el objetivo de Banks será proteger a una chica llamada Natalie Connors (Hilary Duff) y evitar que un malvado millonario (Ian McShane) utilice una plaga de nanorrobots asesinos para dominar el mundo.

## Argumento
El doctor Albert Connors (Martin Donovan) ha creado una serie de nanobots por encargo de Brinckman (Ian McShane), que desea utilizarlos para desintegrar armas de destrucción masiva y así dominar el mundo. Enterado de esto, el director de la Agencia Central de Inteligencia (Keith Allen) decide contactar a Cody Banks (Frankie Muniz), participante de un programa de reclutamiento de chicos para convertirlos en agentes de la CIA. Su misión es, aparentemente, simple para él: debe hacerse amigo de la atractiva hija de Connors, Natalie (Hilary Duff), para obtener información sobre los planes de Brinckman. Para ello, cuenta con la supervisión de la agente Ronica Miles (Angie Harmon).
Cody trata de cumplir su misión lo mejor que puede, a pesar de su nula habilidad para atraer la atención de Natalie, hasta que logra salvarla de un accidente y consigue ser invitado a su fiesta de cumpleaños. Sin embargo, su condición de agente de la CIA es descubierta por Brinckman, aunque Cody no se lo revela a nadie. Al quedar en evidencia, deciden sacarlo de la misión. De todas formas, Cody y Natalie salen juntos unos días después, y el asistente de Brinckman, Molay (Arnold Vosloo), los intercepta y secuestra a Natalie.
Al no obtener ayuda de nadie en la CIA para rescatarla, Cody decide ir él mismo a buscarla al lugar donde está secuestrada. Con la ayuda de Ronica, que había ido a buscarlo para desbaratar sus planes, entran en los laboratorios de Brinckman y logran rescatar a Natalie.

## Reparto
- Frankie Muniz como Cody Banks.
- Hilary Duff como Natalie Connors.
- Angie Harmon como Ronica Miles.
- Keith David como Director de la CIA.
- Cynthia Stevenson como Sra. Banks
- Arnold Vosloo como Molay.
- Daniel Roebuck como Sr. Banks
- Connor Widdows como Alex Banks.